# Catholic Standard (Georgetown)

Catholic Standard je gvajanski katolički tjednik.
Pokrenuo ga je isusovac Theodore Galton 1905. kao mjesečnik. Nakon 1954. počinje izlaziti kao dvotjednik, a od 1962. izlazi kao tjednik.
U politički nestabilnom razdoblju predsjednikovanja Forbesa Burnhama odigrao je ključnu ulogu u gvajanskoj borbi za demokraciju, mnogo godina kao i jedini neovisni medij u državi, pod urednikovanjem o. Harolda Wonga i o. Andrewa Morrisona. Za svoje zalaganje za slobodu govora, misli i tiska Standard je dobio i više međunarodnih nagrada. Od 2012. izlazi i elektroničko izdanje lista.